# Гигробиус медлительный
Гигробиус медлительный (лат. Hygrobia hermanni) — вид жесткокрылых из семейства водожуков. Обитают в Европе и Северной Америке.

## Описание
Жук длиной 8,5-10 мм, имеет красно-бурую окраску тела, усики и ноги светлые. Основной и вершинный края переднеспинки и большое общее зубчатое пятно на надкрыльях чёрные. Личинка в длину достигает 12 мм.